# Dendrobium hercoglossum
Dendrobium hercoglossum, tên tiếng Việt là Hoàng thảo tím Huế, là một loài thực vật có hoa trong họ Lan. Loài này được Rchb.f. mô tả khoa học đầu tiên năm 1886.

## Hình ảnh

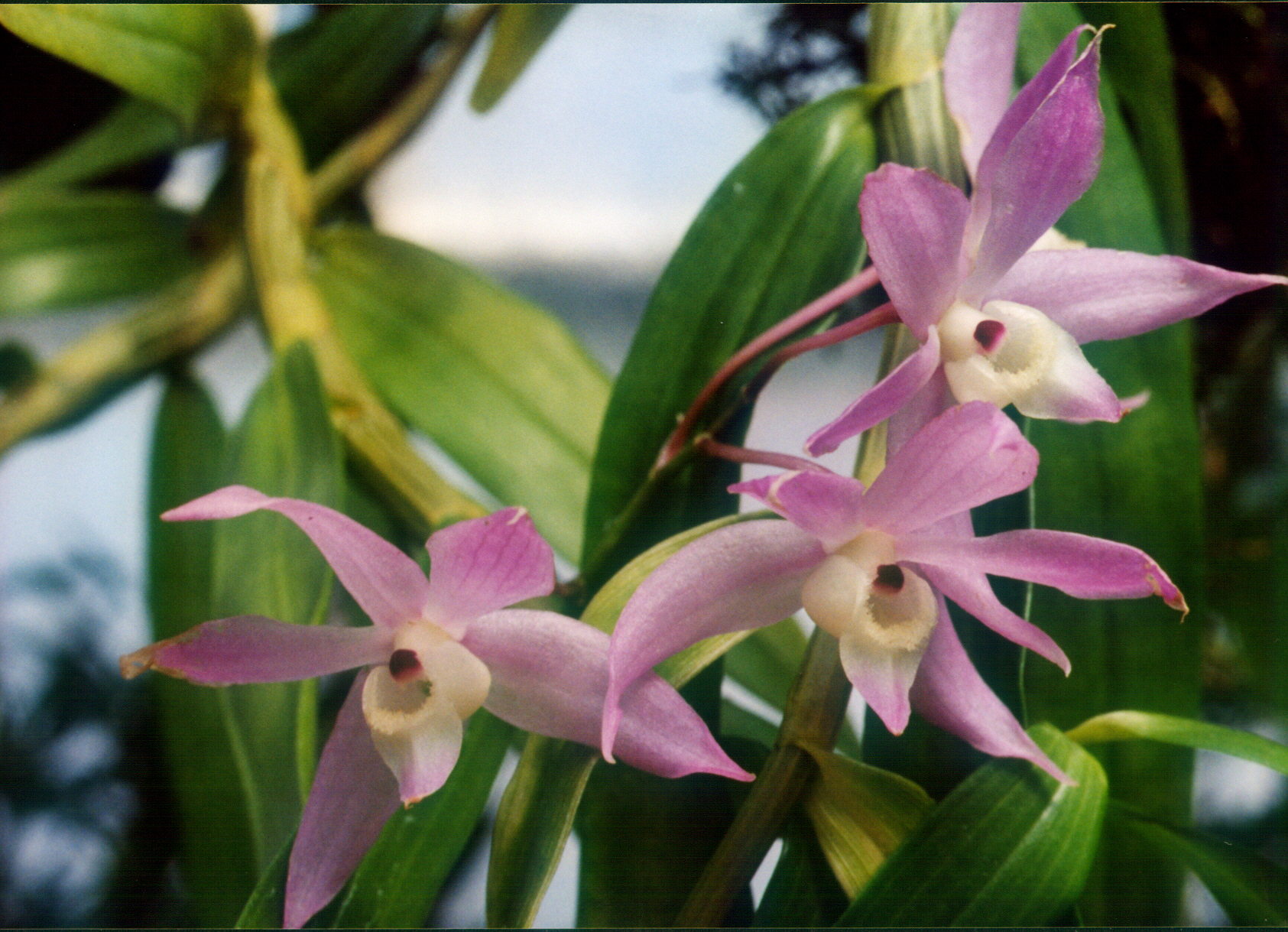
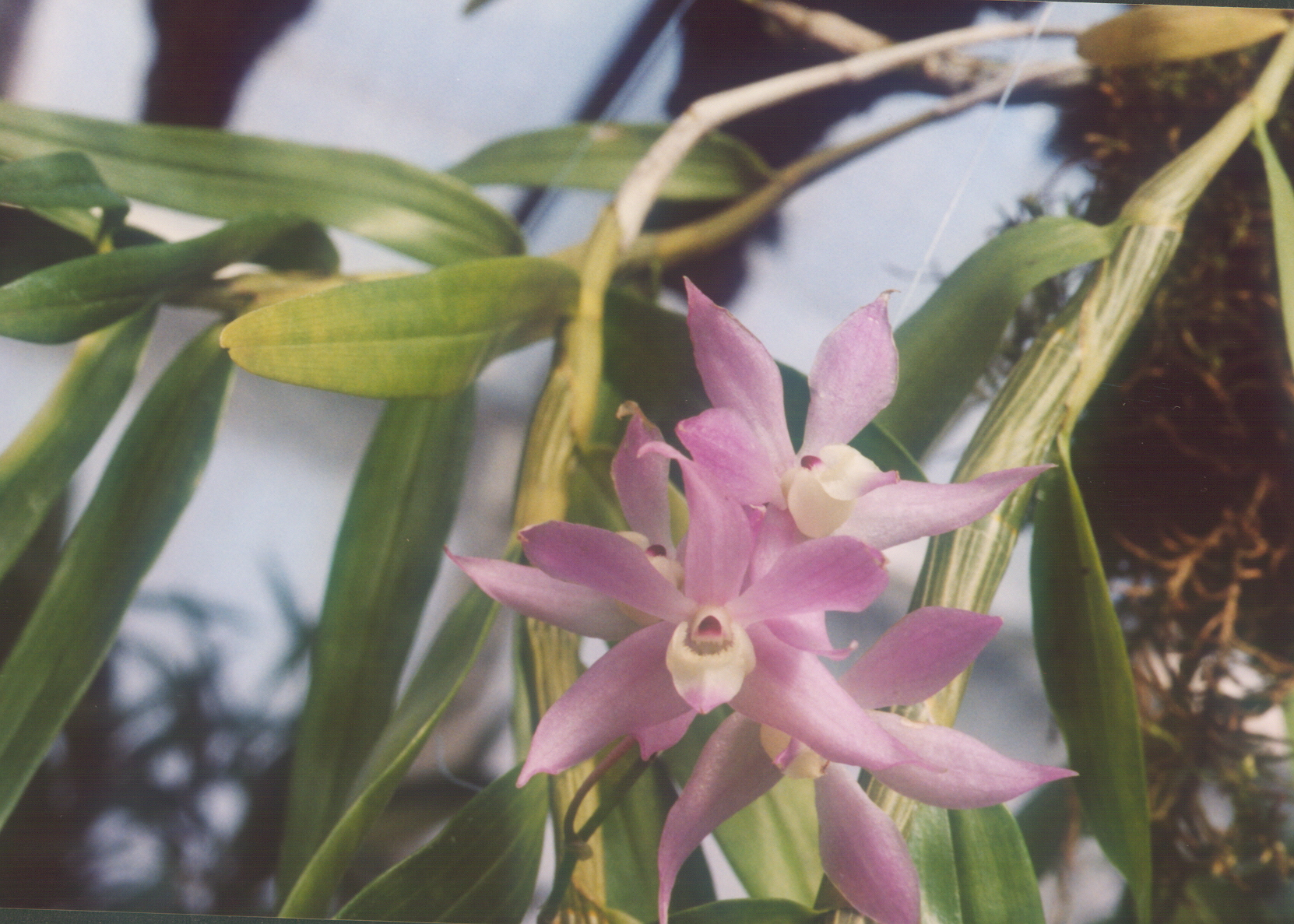
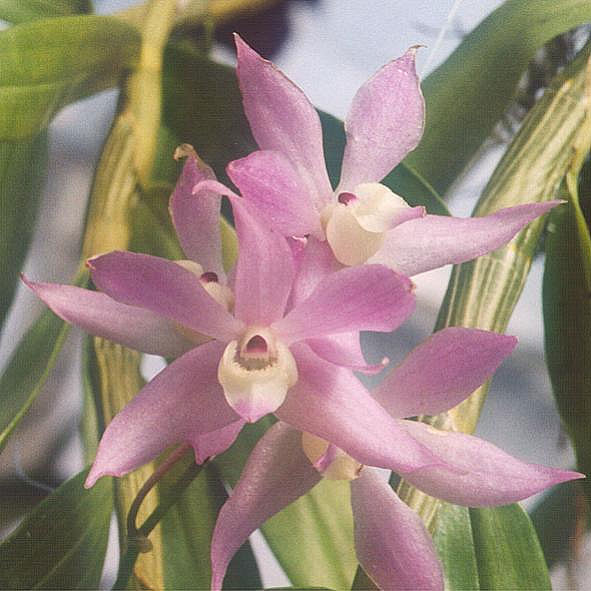